# Mehrdad Mardani
Mehrdad Abdmohammad Mardani (in persiano مهرداد مردانی‎; Izeh, 22 giugno 1992) è un lottatore iraniano, specializzato nella lotta greco-romana. Ai Giochi asiatici di Giacarta 2018 vinse la medaglia di bronzo nel torneo dei 60 chilogrammi.

## Palmarès
| Anno | Manifestazione              | Sede     | Evento | Risultato | Note |
| ---- | --------------------------- | -------- | ------ | --------- | ---- |
| 2008 | Campionati asiatici cadetti | Tashkent | 42 kg  | Argento   |      |
| 2012 | Campionati asiatici junior  | Almaty   | 55 kg  | Oro       |      |
| 2017 | Mondiali                    | Parigi   | 59 kg  | 8º        |      |
| 2018 | Giochi asiatici             | Giacarta | 60 kg  | Bronzo    |      |
| 2018 | Mondiali                    | Budapest | 60 kg  | 23º       |      |
| 2019 | Campionati asiatici         | Xi'an    | 60 kg  | 10º       |      |
| 2021 | Mondiali                    | Oslo     | 60 kg  | 8º        |      |